# Mia maestà
Mia Maestà è il quattordicesimo album in studio da solista del rapper italiano Bassi Maestro, pubblicato il 31 marzo 2017.
Il disco annovera la partecipazione, tra gli altri, di artisti quali Fabri Fibra, Vegas Jones, Gemitaiz, Nitro e Cricca dei Balordi.
Sono inoltre presenti tre bonus track limitate all'acquisto sulla piattaforma iTunes: Shhh!, Rock On e una versione di Shhh! completamente strumentale.

## Tracce
Testi e musiche di Davide Bassi, eccetto dove indicato.
1. Ridefinizione – 4:46
2. Metà Rapper Metà Uomo – 4:05
3. Alle Poste (skit) – 0:44
4. Ancora in Giro – 4:02
5. Fottuto O.G. – 4:21
6. Non Muovono il Collo (feat. Fabri Fibra) – 3:12 (testo: Davide Bassi, Fabrizio Tarducci)
7. Poco Cash (feat. Vegas Jones) – 2:57 (testo: Davide Bassi, Matteo Privitera – musica: Davide Bassi, George Tsulaia)
8. Alla Radio (skit) – 0:53
9. Sorry – 2:18
10. Solo un Altro Inverno (feat. Gemitaiz) – 3:05 (testo: Davide Bassi, Davide De Luca – musica: Davide Bassi, Loop Therapy)
11. Nessuno Può Togliermi Quello Che Ho – 4:40
12. Social Man Pt. 1 (Skit) – 1:22
13. Prendi Tutto (feat. Nitro & CdB) – 3:51 (testo: Davide Bassi, Nicola Albera, Fabrizio Nano, Maurizio Ridolfo – musica: Davide Bassi, Paolo Saraceni)
14. Gesù Cristo – 2:52
15. $$$ – 4:06
16. Benvenuti a Milano (feat. Lazza, Lanz Khan, Pepito Rella, Axos) – 5:32 (testo: Davide Bassi, Jacopo Lazzarini, Francesco Caputo, Pepito Rella, Andrea Molteni – musica: Davide Bassi, K-Sluggah)
17. Social Man Pt. 2 (Skit) – 0:49
18. Un'Altra Specie – 2:11
19. L.B.D.L. – 2:43

## Formazione
Musicisti
- Bassi Maestro – voce
- Fabri Fibra – voce aggiuntiva (traccia 6)
- Vegas Jones – voce aggiuntiva (traccia 7)
- Gemitaiz – voce aggiuntiva (traccia 10)
- Nitro - voce aggiuntiva (traccia 13)
- CDB – voci aggiuntive (traccia 13)
- Lazza - voce aggiuntiva (traccia 16)
- Lanz Khan - voce aggiuntiva (traccia 16)
- Pepito Rella - voce aggiuntiva (traccia 16)
- Axos – voce aggiuntiva (traccia 16)

Produzione
- Bassi Maestro – produzione, missaggio, mastering, montaggio
- Boston George – produzione (traccia 7)
- Loop Therapy – produzione (traccia 10)
- Biggie Paul – produzione (traccia 13)
- K-Sluggah – produzione (traccia 16)

## Classifiche
| Classifica (2017) | Posizione massima |
| ----------------- | ----------------- |
| Italia            | 11                |